# Кен-Сай
Кен-Сай (кирг. Кең-Сай) — село в Кара-Сууском районе Ошской области Кыргызстана. Входит в состав Савайского айылного аймака.

## География
Село расположено в северо-западной части области, вблизи государственной границы с Узбекистаном, к югу от канала Шахрихансай, у восточной окраины города Кара-Суу, административного центра района. Абсолютная высота — 763 метра над уровнем моря.

## Население
Согласно оценочным данным Национального статистического комитета Кыргызской Республики, численность населения села на начало 2023 года составляла 6780 человек.
| год     | 2009 | 2014 | 2015 | 2020 | 2021 | 2023 |
| ------- | ---- | ---- | ---- | ---- | ---- | ---- |
| человек | 5068 | 5561 | 5267 | 6575 | 6604 | 6780 |